# Bilberg
Bilberg var en svensk adelsätt.
Ättens stamfader var Jonas Amberni som var skolrektor i Mariestad och kyrkoherde i Berg vid Billingen. Hans hustru hette Ingrid Joachimsdotter Denckert. Deras son Johannes Bilberg (1646-1717) var professor vid Uppsala universitet och biskop i Strängnäs stift. Bilbergs hustru, Margareta Staaf, var dotter till en handlande i Uppsala och Johan Upmarck Rosenadlers syster, och de fick två döttrar och två söner. Äldste sonen Gustaf Otto Bilberg var ryttmästare vid Västgöta kavalleri, när han och hans tre syskon adlades av Karl XII i Bender år 1712 på bibehållet namn. Gustaf Otto och hans bror Carl Gustaf Bilberg introducerades på Riddarhuset år 1716 på nummer 1466. Deras yngsta syster Christina Sophia Bilberg gifte sig med Peter Hederhielm nr 1467. Den äldre av systrarna Hedvig Eleonora Bilberg kallas "ett lärdt fruntimmer" av Anrep och skrev dikter på franska.
Carl Gustaf Bilberg skrev sig till Näsbyholms säteri i Södermanland som han gjorde till fideikommiss, och verkade huvudsakligen i Kammarrevisionen där han slutligen hade tjänst som kammarrevisionsråd. Han var gift med brukspatrondottern Christina Elisabeth Tersmeden vars mor var en Djurklou. Deras enda dotter gifte sig med Olof Malmerfelt den yngre och sonen Carl Gustaf Bilberg den yngre till Näsbyholm avled ogift som häradshövding.
Gustaf Otto Bilberg hade först varit lektor vid gymnasiet i Strängnäs innan han blivit ryttmästare, men begärde efter en krigsskada avsked från kavalleriet 1716 och blev då inspektor över mått och vikt. Under tiden i Strängnäs utgav han almanackor. Hans hustru var Maria Elisabeth von Hoffdahl. Deras äldste son Johan Gustaf Bilberg var häradshövding men avled ogift 1750, hans bror Carl Gustaf Bilberg underofficer i artilleriet med avled i Batvia 1744, och systern Ulrica Christina Bilberg var gift med krigskommissarien Olof Wahlberg. Deras yngste bror Fredrik Otto Bilberg var major och ärvde Näsbyholm fideikommiss. Han var gift med Sara Christina von Helmich från Greifswald som drunknade i Stralsund. Fredrik Otto slöt ätten när han avled 1806.